# Francisco González y Gaete
Francisco González y Gaete (Concepción, 1765 - Santiago, 25 de diciembre de 1841) fue un sacerdote y político chileno. Hijo de don José Miguel González Barriga y doña Isabel Gaete de la Barra. Tuvo en sus antepasados varios eclesiásticos de marcada importancia. 

## Sacerdocio
Ordenado sacerdote en 1790, fue cura capellán de Colcura (1793-1804). Pasó luego a regir la Parroquia de Conuco (1804-1823). Sirvió con entusiasmo a la causa de la independencia.
En 1825 fue canónigo de la Catedral de Concepción y ascendió a arcediano y el año siguiente a Deán. Estuvo frente al gobierno de la Diócesis en repartidas ocasiones, a veces como titular otras tantas como subrogante del Obispo José Ignacio Cienfuegos.

## Actividades políticas
- Diputado representante de Rere y Puchacay (1823-1824) (1824-1825) (1825-1826 (1827-1828) y (1828-1829).
- Diputado representante de Concepción y Talcahuano (1829-1830) (1831-1834) y (1834-1837)